# Лукас-ду-Риу-Верди
Лукас-ду-Риу-Верди (порт. Lucas do Rio Verde) — муниципалитет в Бразилии, входит в штат Мату-Гросу. Составная часть мезорегиона Север штата Мату-Гроссу. Входит в экономико-статистический микрорегион Алту-Телис-Пирис. Население составляет 83 798 человек на 2022 год. Занимает площадь 3674,596 км². Плотность населения — 22,8 чел./км².

## История
Город основан 5 августа 1982 года. 

## Статистика
- Валовой внутренний продукт на 2005 год составляет 886 847 000,00 реалов (данные: Бразильский институт географии и статистики).
- Валовой внутренний продукт на душу населения на 2005 год составляет 28 849,00 реалов (данные: Бразильский институт географии и статистики).
- Индекс развития человеческого потенциала на 2000 год составляет 0,818 (данные: Программа развития ООН).

## География
Климат местности: субтропический гумидный.